# Transformers: The Game
Transformers: The Game é um jogo eletrônico baseado no filme Transformers de 2007, as versões do jogo para Microsoft Windows, PlayStation 2, PlayStation 3, Xbox 360 e Wii foram desenvolvidos pela Traveller's Tales. A versão do PSP foi desenvolvida pela Savage Entertainment. Todas as versões do jogo foram publicadas pela Activision.
Transformers: Autobots e Transformers: Decepticons são as versões do jogo para o Nintendo DS de Transformers: The Game. A Vicarious Visions, a qual desenvolveu a versão do jogo para Nintendo DS preferiu desenvolver o jogo em duas versões separadas.
O jogo foi lançado em junho de 2007 para várias plataformas diferentes e recebeu críticas mistas a positivas. As versões para console doméstico e PC foram desenvolvidas por Traveller's Tales para o PlayStation 2, Xbox 360, Wii, PlayStation 3 e PC , enquanto uma versão diferente do PlayStation Portable foi desenvolvida pela Savage Entertainment. Transformers Autobots e Transformers Decepticons são as versões Nintendo DS do jogo. Vicarious Visions, que foi encarregado de trazer a adaptação para o Nintendo DS, optou por adaptar a versão do DS em dois jogos separados. Ao contrário de jogos com vários SKUs como Pokémon que apresentam apenas pequenas diferenças entre as versões, estes são dois jogos separados, compartilhando algumas semelhanças básicas, mas no geral apresentam diferentes personagens, missões e locais.

## Jogabilidade
Em Transformers: The Game, o jogador pode escolher qual lado jogar, com Autobots ou Decepticons. Cada lado tem uma história diferente. Escolhendo os Autobots o jogador seguia a historia original do filme enquanto ao jogar com os Decepticons a historia do jogo é uma versão alterada da história. O jogo possui vários Transformers diferentes com suas próprias forças, habilidades e fraquezas.
Cada plataforma possui características diferentes, as versões dos consoles possuem mais bônus, mais a maioria foi adicionada nas versões do Playstation 3 e Xbox 360.

### PS3, Xbox 360, PC
As versões do PS3, Xbox 360 e PC possuem as mesmas características de bônus e de jogabilidade.

### Wii
A versão do Wii é diferente dos outros consoles, utiliza um esquema diferente de controles para os movimentos e ataques, usando a vantagem do controle de sensor. Os gráficos da versão do Wii possuem uma resolução menor que a do PC, Xbox 360 e Playstation 3, mas é mais detalhado que a versão do Playstation 2.

### Playstation 2
A versão do Playstation 2 tem a mesma jogabilidade e características das versões dos consoles, tendo como diferença apenas os gráficos.

### PSP
A versão do jogo para PSP é muito diferente dos outros consoles. A versão no PSP possui apenas uma linha de história, com apenas algumas perspectivas diferentes. O jogador pode jogar com até 20 personagens, incluindo personagens de gerações passadas. E pode ser jogada no mundo mobile.

### Nintendo DS
Diferente de jogos como Pokémon e Mega Man Battle Network, os quais possuem pequenas diferenças entre as versões, Transformers: Autobots e Transformers: Decepticons são dois jogos separados, possuindo algumas características similares básicas, mais com personagens, missões e locações diferentes.
O jogo utiliza o Nintendo Wi-Fi Connection para a "Battle for the AllSpark", o qual faz com que o jogador jogue as duas versões do jogo, uma contra a outra.
Uma semelhança é o número de missões,tanto no Decepticons como nos Autobots são 23 missões, cada uma tendo um personagem jogável, tendo exemplo o Police Brutality, que é jogado com o Bumblebee.
Lista de personagens jogáveis e não jogáveis.

### Autobots (Jogáveis)
- Optimus Prime
- Bumblebee
- Jazz
- Ironhide
- Ratchet (Jogável na versão do DS)

### Autobots (Não jogáveis)
- longarm

### Decepticons (Jogável)
- Megatron
- Starscream
- Barricade
- Blackout
- Scorponok (Não jogável na versão do DS)
- Brawl (Jogável na versão do DS)
- Shockwave (Jogável na versão do PSP)

### Decepticons (Não jogável)
- Bonecrusher
- Frenzy
- Swindle (Jogável na versão do PSP, no modo multiplayer)
- Dreadwing (Jogável na versão do PSP)

### Humanos
- Sam Witwicky
- Mikaela Banes
- Antonio Asiata (Jogável na versão do DS)

## Drones
- Swindle
- Dropkick
- Scrapper
- Dreadwing
- Mixmaster

### Vozes
- Shia LaBeouf: Sam Witwicky
- Megan Fox: Mikaela Banes

## Ligações Externas
Sites Oficiais
- (em inglês) Site Oficial
- (em inglês) Comunidade Online Oficial do DS

Páginas Oficiais
- Página Oficial na EA Games Brasil
- Página Oficial do jogo no Playstation Portugal
- Página Oficial no Xbox Portugal

Sites
- (em português) TRANSFORMERS MATRIX-BRASIL

Fichas do jogo
- (em inglês) No GameSpot
- (em inglês) No IGN Arquivado em 19 de agosto de  2007, no Wayback Machine.
- No GameStart
- No UOL jogos